# 1227
Cette page concerne l'année 1227  du calendrier julien. Pour l'année 1227 av. J.-C., voir 1227 av. J.-C.
L'année 1227 est une année commune qui commence un vendredi.

## Événements
- Printemps : début du siège de Ningxia, capitale du royaume Tangoute révolté contre Gengis Khan en Chine du nord.
- 18 août : mort de Gengis Khan au cours de la campagne contre les Xixia. Quelques jours après, Ningxia est prise et sa population est complètement massacrée[1]. C'est la fin du royaume Xixia. L'empire mongol est partagé entre les quatre fils de Gengis Khan : Djötchi, Djaghataï, Ögödei et Tolui.
  - Batu, fils de Djötchi mort en février 1227, reçoit en apanage les steppes à l’ouest de l’Irtych et le Khârezm (fin en 1255).
  - Djaghataï reçoit l’ancien empire de  Kara Khitaï jusqu’à Boukhara et Samarkand (fin en 1242). Il  est également chargé par Gengis Khan de veiller à l’application des dispositions du Grand Corps des Lois (Djasag) dans l’empire mongol[2].
  - Ögödei reçoit la Mongolie de l’Ouest, les territoires du Tarbagataï et de l’Irtych noir, entre le lac Balkhach et l’Altaï. Le qurultay de 1229 l'élit grand Khan.
  - Toulouï-otchigin, le plus jeune des fils, hérite du pays mongol ancestral, comprenant les steppes de la Toula, de l’Orkhon et du Kerulen, et prend le titre de « gardien du feu » (otchigin), selon les coutumes héréditaires mongole. Il est chargé d'exercer la régence (fin en 1229)[3].

- 5 octobre : l’almohade Abdallah-Adil, proclamé calife en Espagne en concurrence avec Abd el-Ouahid, est battu par Abou Mohammed, gouverneur de Cordoue[4], tandis que les chefs marocains désignent Yahya al-Mutasim, neveu d’Adil, comme calife. Le frère d’Adil, El Mahmoun, désirant être à son tour souverain, fait des concessions au roi Ferdinand III de Castille, puis parvient à s’imposer aux cheiks, mais les gouverneurs de l’empire n’obéissent plus aux souverains almohade.
- 13 novembre : mort de Al-Moazzam, sultan ayyubide de Damas[5]. Il laisse Damas à son fils An-Nasir Dâ'ûd, un jeune homme sans expérience. Al-Kamel peut désormais songer à s’emparer de Damas et de la Palestine, et n’a plus besoin de Frédéric II pour créer un État tampon entre l’Égypte et la Syrie.

- Le moine bouddhiste Dogen (1200-1252), disciple d’Eisai de retour de Chine, introduit au Japon le bouddhisme Zen (Sōtō). Il invente et diffuse la célèbre « méditation en position assise » (zazen)[6].

### Europe

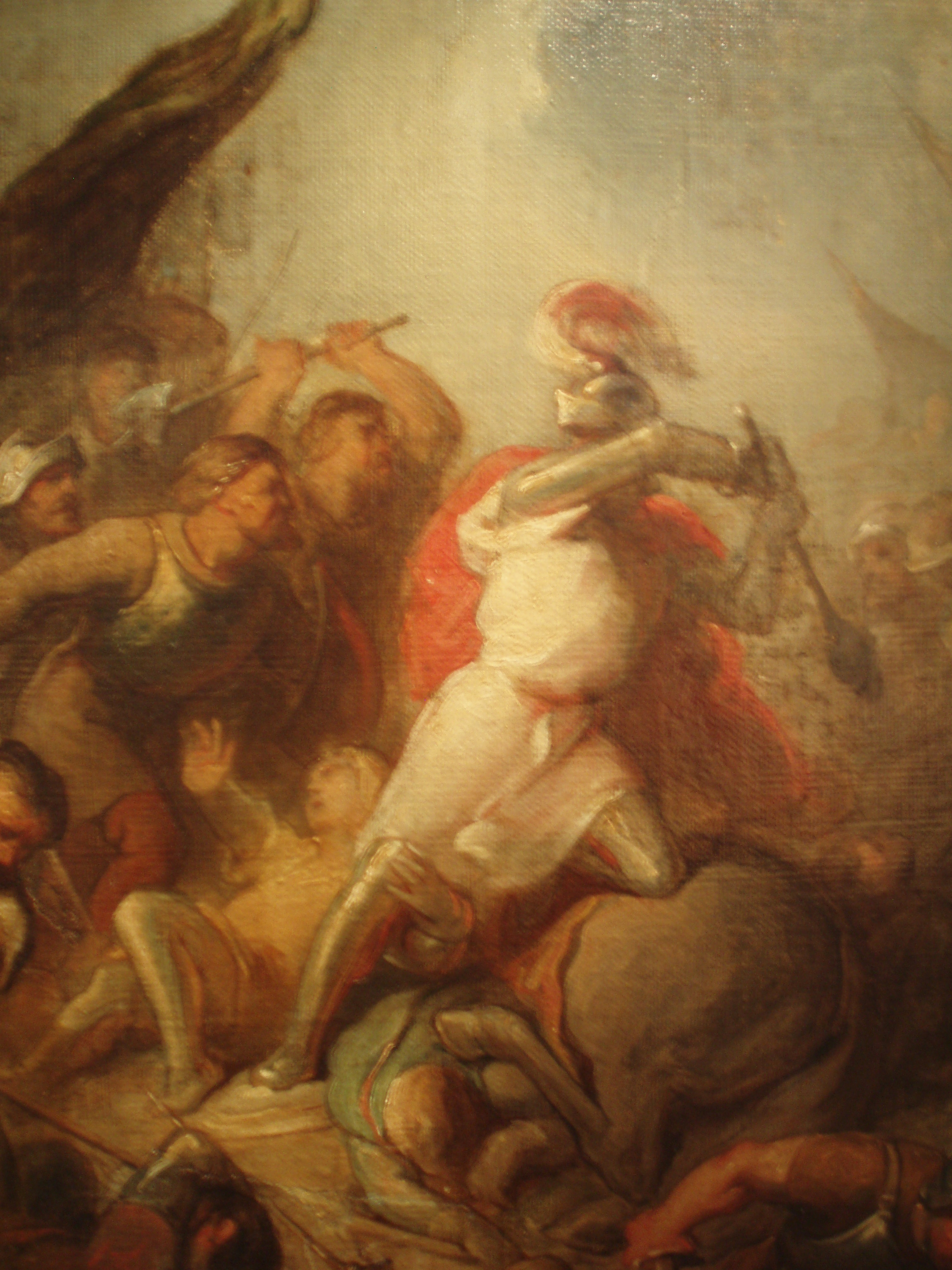
28 juillet : L'évêque Otton II de Lippe est tué à la bataille de Ane, toile de Frederik Zurcher, XIXe siècle

- 5 janvier - 1er février[7] : le pape Honorius III réconcilie l'empereur Frédéric II avec les villes lombardes.
- janvier - février : les croisés danois et allemands prennent l’île d’Ösel en Estonie, qui était un nid de pirates[8].
- Février : Henri III d'Angleterre accède à la direction des affaires. Il s’entoure de conseillers venus de Poitou et de Savoie[9].
- 20 février : Thibaut de Champagne quitte les mécontents et fait hommage à la régente de France Blanche de Castille[10].
- 28 février : réuni pendant le carême, le concile de Narbonne proclame le port de la rouelle obligatoire pour les Juifs et l’interdiction pour eux de sortir pendant la Semaine sainte. Les prélats doivent les protéger des humiliations des chrétiens, notamment pendant ladite semaine[11].
- 16 mars[12] : les comtes de Bretagne et de la Marche se soumettent à la régente Blanche de Castille lors du traité de Vendôme.
- 19 mars : début du pontificat de Grégoire IX (fin en 1241)[13].
- 11 avril : Pâques[14].
- 22 juillet[15] : le Danemark est défait à la bataille de Bornhöved par un groupe de princes allemands du Nord et les troupes de la ville de Lubeck. Le Danemark perd une partie de ses conquêtes récentes en Baltique. Il ne conserve que Rügen et l’Estonie. Le commerce allemand dans la mer Baltique va pouvoir se développer. Décadence du pouvoir royal au Danemark.
- 28 juillet[16] : Rudolf de Koevorden, burgrave de Drenthe, inflige une cuisante défaite à l’évêque d’Utrecht, Othon II, venu faire valoir ses droits à Ane. La province acquiert son autonomie.
- 8 septembre[17] : le départ de Frédéric II pour la croisade est remis pour cause de maladie.
- 29 septembre[17] : excommunication par le pape Grégoire IX de l’empereur Frédéric II qui tardait à partir en croisade.
- Décembre[18], France : révolte des grands vassaux contre Blanche de Castille (fin en 1234) : le trouvère Thibaud IV de Champagne, Pierre Mauclerc, duc de Bretagne, Philippe Hurepel, comte de Boulogne, Enguerrand III, seigneur de Coucy. Ils tentent d’enlever le jeune roi à Montlhéry qui est sauvé par l’énergie de la régente, appuyée par l’Église et les villes.

- Le podestat de Gênes persuade la commune d’entrer en guerre contre Savone et Albenga, qui sont soumises[19].
- Le parti populaire parvient au pouvoir à Vérone[20].